# Linda Wessberg
Linda Wessberg, född 13 juni 1980 i Göteborg, är en svensk golfspelare. Hon har spelat på LPGA-touren och vunnit tre tävlingar på Ladies European Tour. År 2007 representerade hon Europa i Solheim Cup. Hennes far är fotbollsspelaren Kenneth Wessberg.